# Microsoft Windows

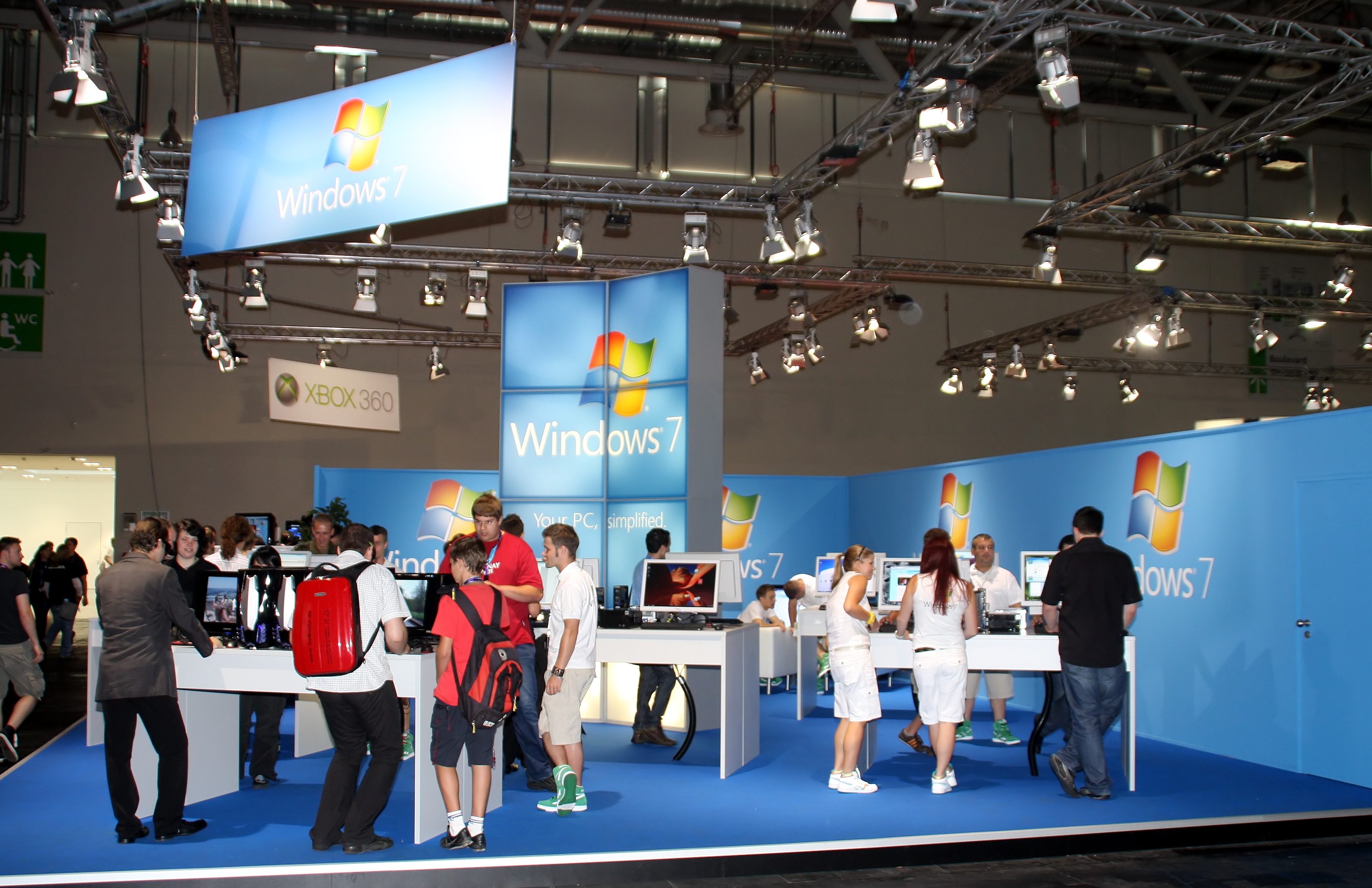
Rappresentazione di Windows 7 14/06/2009

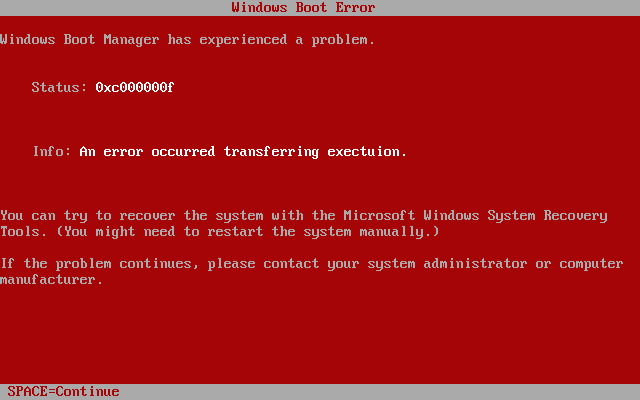
RSOD schermata rossa della morte su Windows Longhorn (nome in codice di Vista)

Microsoft Windows (comunemente indicato come Windows) è una famiglia di ambienti operativi e sistemi operativi prodotta da Microsoft Corporation dal 1985, orientato a personal computer, workstation e server; prende il nome dall'interfaccia di programmazione di un'applicazione a finestre (che si chiamano "windows" in lingua inglese), detta File Explorer.

## Storia
Nacque come ambiente grafico per i sistemi operativi MS-DOS e PC DOS (dedicati ai personal computer compatibili IBM), e diventa sistema operativo con Windows NT (dedicato alle workstation e ai server) e Windows 95 (dedicato ai personal computer).
È software proprietario della Microsoft Corporation che lo rende disponibile esclusivamente a pagamento. In particolare attualmente Microsoft Corporation commercializza solo sistemi operativi appartenenti alla famiglia Microsoft Windows: Windows 11 per i personal computer e le workstation, Windows Server 2019 per i server e Windows IoT Core per i Pocket PC e i Portable Media Center.

## Descrizione

### Caratteristiche
Il sistema operativo è di tipo multitasking. Necessita di partizione primaria in fase di installazione per essere eseguito sin dal suo start-up. I file system spesso utilizzati sono di tipo FAT, FAT32 e NTFS, eventualmente raggruppati in volumi. Come memoria virtuale utilizza un file di paging all'interno della partizione di sistema. Il sistema è noto per avere il cosiddetto registro di sistema come base dati per le impostazioni, opzioni del sistema nonché come riferimento per le applicazioni installate. Le partizioni dei dischi rigidi vengono solitamente etichettate dal sistema con nomi di unità (es. C:, D:, E: ecc...). È comune che il sistema etichetti la propria partizione di avvio con la lettera C. È presente un profilo utente per ciascun utente.
Con l'avvento di Windows 10 sono state aggiunte delle caratteristiche volte a migliorare la sicurezza del sistema, come l'antivirus preinstallato Windows Defender (che scansiona periodicamente il PC in automatico se non sono presenti altri antivirus) o il download automatico degli aggiornamenti di sicurezza e degli aggiornamenti principali, i quali contengono anche nuove funzionalità o miglioramenti al sistema stesso.

### Architettura di Windows
Le varie famiglie di Windows hanno caratteristiche tecniche molto diverse fra loro:
- Le versioni a 16 bit sono essenzialmente degli "ambienti grafici" che forniscono al programmatore un insieme di librerie e servizi per l'interfaccia grafica.
- Le versioni ibride a 16/32 bit (la famiglia Windows 9x) dispongono di un proprio kernel in modalità protetta, che tuttavia era un'evoluzione del kernel in modalità reale del DOS.
- La famiglia Windows NT è basata su un kernel completamente nuovo con architettura a microkernel ibrido.

Ciò che rende uniformi tutti i sistemi Windows è l'interfaccia ad alto livello al programmatore, costituita dalle Windows API che hanno mantenuto una forma sostanzialmente immutata dalla prima versione di Windows ad oggi.

Logo di Windows 11

Originariamente Windows era legato all'architettura x86. Conscia di questo limite, Microsoft, a partire dal 1988, ha iniziato a riscrivere il sistema operativo da zero. Questa riscrittura ha portato alla nascita di Windows NT, sistema operativo concepito per essere portabile su differenti architetture, sebbene si sia diffuso prevalentemente su computer con processori con architettura x86. A partire da Windows XP sono supportate anche le nuove piattaforme a 64 bit di Intel e AMD. Dall'avvento di Windows 8, Windows supporta ARM, i processori più diffusi nei dispositivi portatili (tablet e smartphone).

### Interfaccia grafica
Windows è sin dall'origine un sistema operativo grafico, pensato per essere utilizzato con il mouse e, a differenza dei sistemi Unix, l'interfaccia grafica è un componente essenziale, non opzionale. Si tratta di un'interfaccia a finestra che implementa la cosiddetta metafora della scrivania (Desktop Environment) con icone, pulsanti (tra cui il pulsante Start), sfondo, barra delle applicazioni, barra di stato, ecc.
Microsoft venne accusata di avere copiato l'interfaccia di Windows dal sistema operativo del Macintosh di Apple, il Mac OS, a sua volta ispirata a quella sviluppata dalla Xerox; Apple, tuttavia, aveva stipulato un regolare contratto con Xerox per poter utilizzare le sue risorse all'interno del progetto Macintosh. Per distribuire la prima versione di Windows, Microsoft ottenne una licenza da Apple con alcune limitazioni. Tale versione infatti non disponeva della possibilità di avere finestre affiancate: per questo in Windows 1.0 le finestre occupavano sempre tutto lo schermo, consentendo di utilizzare un solo programma per volta. In Windows 2.0 Microsoft introdusse le finestre affiancate e Apple citò in giudizio Microsoft. La causa legale si risolse molti anni dopo con una trattativa privata, i cui dettagli non sono completamente noti al pubblico.

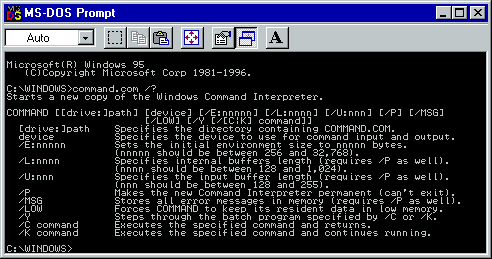
Tipo di MS-DOS PROMPT su Windows 95

La shell di Windows fino alla versione 3.1 era divisa in diversi programmi: Executive nelle prime versioni e in seguito Program Manager e File Manager. Il grande passo avanti si ebbe con la shell Explorer di Windows 95 (in italiano Gestione risorse  già Esplora risorse), caratterizzata in particolare dalla barra delle applicazioni e dal menu Start. Era inoltre presente un moderno desktop, come quello presente da anni in altri sistemi operativi.

### Componenti
Tra i componenti di Windows in dotazione al sistema si ricorda il cestino, il blocco note, la calcolatrice, Paint, Windows Firewall. Spesso in dotazione ci sono anche alcuni semplici videogiochi. Per la navigazione in rete in dotazione ci sono Internet Explorer e Microsoft Edge come web browser. L'accesso alle risorse avviene attraverso il File Explorer. Windows Update garantisce l'aggiornamento del sistema operativo in maniera automatica o su richiesta dell'utente.

### Amministrazione
L'amministrazione del sistema da parte dell'utente è attuata attraverso il Pannello di controllo, il Windows Task Manager, l'app Impostazioni e il Desktop remoto. È inoltre possibile utilizzare il prompt dei comandi come interfaccia a riga di comando. Altri tool utili sono il ripristino configurazione di sistema, msconfig e SFC, che permette di ripristinare i file di sistema nel caso fossero corrotti o mancanti. Esiste una serie completa di programmi per la manutenzione del file system (scansione, deframmentazione, eliminazione dei file inutilizzati).

### Combinazione di tasti

Schermata del pannello di controllo

In Windows è presente una funzionalità denominata "tasti di scelta rapida" ovvero combinazioni di tasti (digitati) che attivano varie operazioni. L'elenco completo delle combinazioni è descritto in Tasti di scelta rapida per Windows.
Una delle combinazioni più utilizzate è "ALT + TAB" che permette di passare da una finestra all'altra senza agire sulla barra delle applicazioni. In pratica questa combinazione attiva lo switcher ovvero il rettangolo in cui sono contenuti i task aperti (sotto forma di finestre miniaturizzate): digitando su tab (tenendo premuto su alt) si passa da un programma all'altro. Invece, "WINDOWS + TAB" attiva sempre lo switcher ma con le finestre miniaturizzate in forma tridimensionale. A partire da Windows 10 è disponibile un'icona nativa (etichetta Visualizzazione attività) nella barra delle applicazioni che attiva lo switcher e fa apparire sul desktop le finestre miniaturizzati dei task aperti.

### Reti Windows
In ambito aziendale sono diffuse reti dati che collegano tra loro computer client di tipo Windows spesso connesse a server centralizzato con sistema operativo Windows Server. Una rete di questo tipo con particolari servizi e logiche si chiama dominio Microsoft. Le versioni business o professional o enterprise sono quelle adatte per potersi registrare su un dominio.

### Microsoft Visual C++ Redistributable
Alcuni programmi (per Windows) scritti in C++ possono richiedere la pre-installazione di uno strumento Microsoft chiamata Microsoft Visual C++ Redistributable (scaricabile dal portale di download di Microsoft). Questo pacchetto contiene i componenti di runtime e le librerie C++ richieste dal programma. Spesso, il setup d'installazione di Visual C++ Redistributable è contenuto in quello del programma (cioè è in bundle) e quindi, per l'utente, il procedimento d'installazione di Visual C++ Redistributable è automatico (cioè se lo ritrova nella lista dei programmi installati automaticamente).
Microsoft Visual C++ Redistributable è disponibile in diverse edizioni (denominate con l'anno di riferimento, ad esempio Microsoft Visual C++ 2015 Redistributable più eventuale aggiornamento, es Update 3 RC), sia per piattaforme 32 bit (x86) che per piattaforma a 64 bit (x64).
A seconda dell'edizione di Visual Studio che lo sviluppatore del singolo programma (che contiene codice C++) ha impiegato, potrebbero coesistere in Windows diverse edizioni dei pacchetti Redistributable (se la piattaforma è a 64 bit anche i pacchetti x86 ma non viceversa).

## Famiglie di Microsoft Windows
Tra il 1993 e il 2001 Microsoft ha commercializzato due linee separate di sistemi operativi. La prima (rappresentata da Windows 3.11, Windows 95, Windows 98 e Windows Me) era progettata per computer monoutente, quindi tipicamente domestici e per le piccole aziende. Disponeva di una buona compatibilità con i programmi sviluppati per MS-DOS, e poteva funzionare anche su quelli di fascia più bassa.
L'altra linea (rappresentata da Windows NT e Windows 2000) era pensata, fin dalla struttura del file system, per computer multiutente. Microsoft indirizzò queste versioni alle aziende e ai server, e al prezzo di maggiori richieste in fatto di potenza di calcolo e di memoria e di una ridotta compatibilità con i software MS-DOS. Era caratterizzata da una stabilità solitamente maggiore e disponeva di caratteristiche pensate per le grandi aziende.
Con l'aumento vertiginoso delle prestazioni dei nuovi computer, non sussistevano più i motivi per mantenere due linee di prodotti separate. Con Windows XP si offrì allora un'unica piattaforma client, sia per gli utenti privati che per le piccole e grandi aziende. Solo la linea Server, pur essendo basata essenzialmente sullo stesso kernel e sullo stesso codice sorgente, è commercializzata come prodotto distinto.
Gli ambienti operativi e i sistemi operativi Microsoft Windows possono essere raggruppati in alcune grandi famiglie.

### Ambienti operativi a 16 bit

Microsoft Windows 3.x

Questi forniscono semplicemente un'interfaccia grafica, detta desktop e richiedono un sistema operativo separato per i servizi essenziali (come l'accesso ai dischi, il monitoraggio della tastiera per l'input, e così via) che usualmente era MS-DOS della stessa Microsoft.
- Windows 1.0, del 1985
- Windows 2.0, del 1987
- Windows 2.10, del 1988
- Windows 2.11, del 1989
- Windows 3.0, del 1990
- Windows 3.1x, del 1992
- Windows for Workgroups 3.1 (Cato), del 1992
- Windows for Workgroups 3.11 (Snowball), del 1993
- Windows for Workgroups 3.2 (versione cinese di Windows for Workgroups 3.11)

### Sistemi operativi ibridi 16/32 bit

Microsoft Windows 98

I servizi del sistema operativo DOS vengono integrati in Windows. Questi sistemi operativi vengono spesso indicati con il nome "Windows 9x".
- Windows 95 del 1995
- Windows 98 del 1998
- Windows 98 SE (Second Edition) del 1999
- Windows Me del 2000

### Sistemi operativi a 32 bit
Originariamente progettati per il mercato professionale con il progetto di un sistema operativo completamente nuovo, compongono la famiglia Windows NT.
- Windows NT 3.1, distribuito nel 1993
- Windows NT 3.5, distribuito nel 1994
- Windows NT 3.51, distribuito nel 1995
- Windows NT 4.0, distribuito nel 1996
- Windows 2000, distribuito nel 2000

### Tecnologie a 64 bit per architetture EM64T e AMD64
Lo sviluppo tecnologico portò allo sviluppo di tecnologie quali Intel EM64T e AMD AMD64, che estendono il set tradizionale di istruzioni a 32 bit X86. Il supporto a questa nuova architettura nacque inizialmente con le versioni x64 di Windows XP e Windows Server, per poi estendersi a tutte le versioni successive di Windows. 
Da Windows XP, ogni sistema operativo avrà la sua versione a 64 bit.
Da Windows 11 il sistema operativo verrà prodotto solo in versione a 64 bit.

### Sistemi operativi ibridi a 32/64 bit

Microsoft Windows XP

#### Sistemi client
- Windows XP, distribuito nel 2001
- Windows Vista, distribuito nel 2006

- Windows 7, distribuito nel 2009

Microsoft Windows 7

- Windows 8, distribuito il 26 ottobre 2012
- Windows 8.1, distribuito il 17 ottobre 2013
- Windows 10, distribuito il 29 luglio 2015

#### Sistemi server
- Windows Server 2003, distribuito nel 2003
- Windows Server 2008, distribuito nel 2008
  - Windows Server 2008 R2, distribuito nel 2009

### Sistemi operativi a 64 bit

#### Sistemi client
- Windows XP 64 bit Edition, distribuito nel 2002
- Windows XP Professional x64 Edition, distribuito nel 2005
- Windows 11, distribuito il 4 ottobre 2021

#### Sistemi server
- Windows Server 2012, distribuito il 26 ottobre 2012
  - Windows Server 2012 R2, distribuito il 17 ottobre 2013
- Windows Server 2016, distribuito il 26 settembre 2016
- Windows Server 2019, distribuito il 2 ottobre 2018
- Windows Server 2022, distribuito il 1º settembre 2021
- Windows Server 2025, distribuito il 1º novembre 2024

### Sistemi operativi con architettura ARM per smartphone e tablet
- Windows Phone 7, distribuito nell'ottobre 2010 (basato su Windows CE)
  - Windows Phone 7.5, aggiornamento di Windows Phone 7, distribuito nel settembre 2011
  - Windows Phone 7.8, aggiornamento di Windows Phone 7.5, distribuito nel gennaio 2013
- Windows Phone 8, basato sul kernel di Windows 8 (Windows NT 6.2) e distribuito nell'ottobre 2012
  - Windows Phone 8.1, aggiornamento di Windows Phone 8, distribuito nell'aprile 2014
- Windows RT, distribuito il 26 ottobre 2012, versione per tablet ARM di Windows 8
- Windows 8.1 RT, distribuito il 17 ottobre 2013, versione per tablet ARM di Windows 8.1
  - Windows 10 Mobile, distribuito a marzo 2016 come aggiornamento per quasi tutti i Lumia e i Windows Phone 8.1
- Windows 10, a cui è stata aggiunta l'architettura ARM64 a fine 2017
- Windows 11, distribuito il 4 ottobre 2021

### Sistemi operativi a 64 bit per architettura IA-64
Già alla fine degli anni ottanta e nei primi anni novanta, Hewlett-Packard si rese conto della limitazione dell'architettura x86 che dominava il mercato. Dallo sforzo per migliorare questa tecnologia, nacquero prima EPIC e poi, con la collaborazione di Intel, la versione definitiva dell'architettura, IA-64. Questa nuova architettura si era posta come successore di x86 e delle architetture RISC, rinnovando completamente il set di istruzioni e basandosi soprattutto sul parallelismo di istruzioni. L'IA-64 è rimasta limitata al campo server e non saranno più sviluppati sistemi operativi Windows per questa architettura.
- Windows XP 64 bit Edition
- Windows Server 2008

### Sistemi operativi per sistemi embedded e altri

Windows Server 2012

- Windows CE kernel su cui si basano sistemi operativi per palmari, mini-portatili e altri sistemi embedded
- Windows XP Tablet PC Edition per apparecchi touch screen come Tablet PC e Ultra Mobile PC
- Windows XP Embedded per sistemi embedded x86 come bancomat, registratori di cassa, slot machine, ecc. Utilizza i binari di Windows XP
- Windows NT per DEC Alpha e IBM PowerPC (non più supportati dal 2000)

### Sistemi operativi beta o cancellati
- Windows Nashville, mai distribuito al pubblico, originariamente destinato a essere distribuito nel 1996 come Windows 96
- Windows Odyssey, mai distribuito al pubblico
- Windows Neptune, mai distribuito al pubblico
- Windows 10X, una versione di Windows 10 per i dispositivi pieghevoli. Mai distribuito, ma molte delle sue funzioni sono state inserite in Windows 11.

### Tabella riassuntiva delle versioni
| Nome           | Versione            | Anno | Architettura                                                                    | Edizione                         | Edizione                                    | Edizione                            | Edizione                             | Edizione                             | Edizione                                                         |
| Nome           | Versione            | Anno | Architettura                                                                    | Consumer                         | Professionale                               | Server                              | Cellulare (ARM)                      | Tablet                               | Altro                                                            |
| -------------- | ------------------- | ---- | ------------------------------------------------------------------------------- | -------------------------------- | ------------------------------------------- | ----------------------------------- | ------------------------------------ | ------------------------------------ | ---------------------------------------------------------------- |
| Windows 1.0    | 1.0                 | 1985 | 16 bit                                                                          | Windows 1.0                      | -                                           | -                                   | -                                    | -                                    | -                                                                |
| Windows 2.0    | 2.0                 | 1987 | 16 bit                                                                          | Windows 2.0                      | -                                           | -                                   | -                                    | -                                    | -                                                                |
| Windows 3.0    | 3.0                 | 1990 | 16 bit                                                                          | Windows 3.x                      | -                                           | -                                   | -                                    | -                                    | -                                                                |
| Windows 3.1    | 3.1                 | 1992 | 16 bit                                                                          | Windows 3.1                      | Windows for Workgroups 3.11 Windows NT 3.1  | NT 3.1 Advanced Server              | -                                    | -                                    | -                                                                |
| Windows 3.11   | 3.11                | 1993 | 16 bit                                                                          | Windows 3.11                     | -                                           | -                                   | -                                    | -                                    | -                                                                |
| Windows NT 3.5 | 3.5                 | 1994 | 32 bit                                                                          | Windows NT 3.51                  | NT 3.51 Server                              | -                                   | -                                    | -                                    | -                                                                |
| Windows 95     | 4.0                 | 1995 | 16/32 bit (9x) 32 bit (NT)                                                      | Windows 95                       | NT 4.0 Workstation                          | NT 4.0 Server                       | -                                    | -                                    | -                                                                |
| Windows 98     | 4.1 (98) 4.0 (NT)   | 1998 | 16/32 bit (9x) 32 bit (NT)                                                      | Windows 98                       | NT 4.0 Workstation                          | NT 4.0 Server                       | -                                    | -                                    | -                                                                |
| Windows 98 SE  | 4.1 (98) 4.0 (NT)   | 1999 | 16/32 bit (9x) 32 bit (NT)                                                      | Windows 98 SE                    | NT 4.0 Workstation                          | NT 4.0 Server                       | -                                    | -                                    | -                                                                |
| Windows Me     | 4.9 (ME) 5.0 (2000) | 2000 | 16/32 bit (9x) 32 bit (NT)                                                      | Windows Me                       | 2000 Professional                           | 2000 Server Family                  | -                                    | -                                    | -                                                                |
| Windows XP     | 5.1                 | 2001 | 32 / 64 bit 64 bit: - XP x64 Edition - Server 2003 x64 Edition - Server 2008 R2 | Home Edition                     | Professional X64 Edition                    | Server 2003 Server 2003 X64 Edition | -                                    | XP Tablet PC Edition                 | Media Center Edition FLP Edition Embedded Embedded Standard 2009 |
| Windows Vista  | 6.0                 | 2006 | 32 / 64 bit 64 bit: - XP x64 Edition - Server 2003 x64 Edition - Server 2008 R2 | Home Basic Home Premium Ultimate | Business Enterprise Ultimate                | Server 2008 Home Server             | -                                    | -                                    | -                                                                |
| Windows 7      | 6.1                 | 2009 | 32 / 64 bit 64 bit: - XP x64 Edition - Server 2003 x64 Edition - Server 2008 R2 | Home Premium Ultimate            | Professional Enterprise Ultimate            | Server 2008 R2 Home Server 2011     | Phone 7 Phone 7.5 Phone 7.8          | -                                    | Thin PC                                                          |
| Windows 8      | 6.2                 | 2012 | 32 / 64 bit 64 bit: - XP x64 Edition - Server 2003 x64 Edition - Server 2008 R2 | Windows 8                        | 8 Pro                                       | Server 2012                         | Phone 8                              | Windows RT (ARM)                     | -                                                                |
| Windows 8.1    | 6.3                 | 2013 | 32 / 64 bit 64 bit: - XP x64 Edition - Server 2003 x64 Edition - Server 2008 R2 | Windows 8.1                      | 8.1 Pro                                     | Server 2012 R2                      | Phone 8.1                            | Windows RT (ARM)                     | -                                                                |
| Windows 10     | 10.0                | 2015 | 32 / 64 bit 64 bit: - XP x64 Edition - Server 2003 x64 Edition - Server 2008 R2 | 10 Home                          | 10 Pro 10 Pro for Workstations 10 Education | Server 2016 Server 2019 Server 2022 | 10 Mobile (ARM) 10 Mobile Enterprise | 10 Mobile (ARM) 10 Mobile Enterprise | 10 IoT core                                                      |
| Windows 11     | 10.0                | 2021 | 64 bit                                                                          | 11 Home                          | 11 Pro 11 Pro for Workstations 11 Education | Server 2025                         | -                                    | -                                    | -                                                                |

### Loghi

#### Consumer

1985 - 1992 Il primo logo di Windows.
1992 - 1995
1995 - 1999
1999 - 2001
Windows XP
Windows Vista
Windows 7
Windows 8
Windows 10
Windows 11

#### Server

Logo di Windows Server 2012
Logo di Windows Server 2016
Logo di Windows Server 2019
Logo di Windows Server 2022
Logo di Windows Server 2025

### Aggiornamento
Microsoft consente l'aggiornamento, ossia la possibilità di installare una versione più recente di Windows semplicemente eseguendo il programma di installazione da una versione più vecchia, senza alcuna perdita di dati e di impostazioni.
Non è però possibile eseguire l'aggiornamento per tutte le versioni, e di seguito vengono riportati i criteri per determinare se è possibile aggiornare.

#### Criteri dal 2001
A partire da Windows XP, il primo sistema operativo della linea Windows NT destinato sia per un pubblico "consumer" che "professional", il criterio principale per determinare se è possibile eseguire l'aggiornamento è l'edizione installata nel PC
Se si ha una edizione Home di Windows, è possibile aggiornare (in ordine di successione):
- A partire Windows XP Home Edition si potrà passare a Windows Vista Starter/Home Basic/Home Premium, Windows 7 Starter/Home Basic/Home Premium, Windows 8, Windows 8.1, Windows 10 Home, Windows 11 Home
- A partire da Windows XP Professional si potrà passare a Windows Vista Business/Ultimate, Windows 7 Professional/Ultimate, Windows 8 Pro, Windows 8.1 Pro, Windows 10 Pro, Windows 11 Pro.

È fatta eccezione per le edizioni Enterprise di tutti i sistemi operativi, non aggiornabili.
L'unica eccezione si ha se si desidera aggiornare Windows Vista a 7, visto che non è consentito l'aggiornamento da Vista Home Basic/Home Premium a 7 Professional, in quanto quest'ultima manca di alcune caratteristiche multimediali tipiche dell'edizione home, come il Media Center.

## Sicurezza informatica
I sistemi operativi hanno delle falle che sono il principale obiettivo degli scrittori di virus informatici. In passato, Microsoft non ha avuto una buona reputazione quanto alla sicurezza dei propri sistemi. Negli ultimi anni, con l'avvento di Internet e la cospicua crescita del numero di computer installati, tanto la produzione di virus quanto l'ampiezza del danno che essi possono provocare è cresciuta. Per la stessa Microsoft, la sicurezza è diventata una delle priorità principali. Infatti, molti aggiornamenti distribuiti per i propri sistemi operativi sono dedicati a questo tema.
Parallelamente si è sviluppato il dibattito sulla sicurezza informatica: si deve capire se essa sia meglio tutelata dalla trasparenza nel rendere pubblici bug e vulnerabilità scoperti oppure sia meglio mantenere queste informazioni riservate fino alla risoluzione del problema. Microsoft, che propende per quest'ultimo approccio, ha risposto alla crescente richiesta da parte di pubbliche amministrazioni e grosse aziende di poter visionare il codice che utilizzano, varando l'iniziativa denominata Shared source, la quale consente a pagamento (ma gratuitamente per le pubbliche amministrazioni) di avere accesso ai sorgenti. Ironicamente, una falla di sicurezza del sito della società delegata a gestire gli accessi al codice sorgente ha causato nel febbraio del 2004 la diffusione di una parte del sorgente di una versione preliminare di Windows 2000 (circa 200 MB di codice), da cui derivano anche Windows XP e Windows Server 2003.

## Quota di mercato
Statistiche provenienti da Net Applications e StatCounter. Ultimo aggiornamento: luglio 2025
NOTA: Da marzo 2025, le statistiche provenienti da NET Applications risultano inaccessibili, motivo per il quale non sono presenti dati nelle rispettive tabelle.
| Sistema operativo | Net Applications | StatCounter |
| ----------------- | ---------------- | ----------- |
| Windows XP        | -                | 0,43%       |
| Windows Vista     | -                | -           |
| Windows 7         | -                | 2,02%       |
| Windows 8         | -                | 0,88%       |
| Windows 8.1       | -                | 0,23%       |
| Windows 10        | -                | 42,88%      |
| Windows 11        | -                | 53,51%      |
| Altro             | -                | 0,04%       |
| Tutte le versioni | -                | 71,88%      |

| Sistema operativo | Net Applications | StatCounter |
| ----------------- | ---------------- | ----------- |
| Windows 10 Mobile | -                | 0,01%       |
| Tutte le versioni | -                | 0,01%       |

## Cronologia delle versioni

### Cronologia del supporto
Legenda:
| Colore    | Significato                                |
| --------- | ------------------------------------------ |
| Rosso     | Sistema operativo non più supportato       |
| Arancione | Sistema operativo con supporto in scadenza |
| Giallo    | Sistema operativo con supporto esteso      |
| Verde     | Sistema operativo attualmente supportato   |

| Data pubblicazione | Nome sistema                        | Versione    | Versione                          | Tipo di supporto                  |
| ------------------ | ----------------------------------- | ----------- | --------------------------------- | --------------------------------- |
| 20 novembre 1985   | Windows 1.01                        | 1.01        | 1.01                              | terminato il 31 dicembre 2001     |
| 9 dicembre 1987    | Windows 2.03                        | 2.03        | 2.03                              | terminato il 31 dicembre 2001     |
| 27 maggio 1988     | Windows/386                         | 2.11        | 2.11                              | terminato il 31 dicembre 2001     |
| 22 maggio 1990     | Windows 3.0                         | 3.0         | 3.0                               | terminato il 31 dicembre 2001     |
| 18 marzo 1992      | Windows 3.1                         | 3.1         | 3.1                               | terminato il 31 dicembre 2001     |
| 1º ottobre 1992    | Windows For Workgroups 3.1          | 3.1         | 3.1                               | terminato il 31 dicembre 2001     |
| 27 luglio 1993     | Windows NT 3.1                      | NT 3.1      | NT 3.1                            | terminato il 31 dicembre 2001     |
| 30 settembre 1993  | Windows 3.11                        | 3.11        | 3.11                              | terminato il 31 dicembre 2001     |
| 21 settembre 1994  | Windows NT 3.5                      | NT 3.5      | NT 3.5                            | terminato il 31 dicembre 2001     |
| 30 maggio 1995     | Windows NT 3.51                     | NT 3.51     | NT 3.51                           | terminato il 31 dicembre 2001     |
| 24 agosto 1995     | Windows 95                          | 4.0.950     | 4.0.950                           | terminato il 31 dicembre 2001     |
| 24 agosto 1996     | Windows NT 4.0                      | NT 4.0.1381 | NT 4.0.1381                       | terminato il 31 dicembre 2004     |
| 25 giugno 1998     | Windows 98                          | 4.10.       | 1998                              | terminato l'11 luglio 2006        |
| 5 maggio 1999      | Windows 98 SE                       | 4.10.       | 2222                              | terminato l'11 luglio 2006        |
| 17 febbraio 2000   | Windows 2000                        | NT 5.0.2195 | NT 5.0.2195                       | terminato il 13 luglio 2010       |
| 14 settembre 2000  | Windows Me                          | 4.90.3000   | 4.90.3000                         | terminato l'11 luglio 2006        |
| 25 ottobre 2001    | Windows XP SP3                      | NT 5.1.2600 | NT 5.1.2600                       | terminato l'8 aprile 2014         |
| 28 marzo 2003      | Windows XP 64-bit Edition           | NT 5.2.3790 | NT 5.2.3790                       | terminato l'8 aprile 2014         |
| 24 aprile 2003     | Windows Server 2003                 | NT 5.2.3790 | NT 5.2.3790                       | terminato il 14 luglio 2015       |
| 25 aprile 2005     | Windows XP Professional x64 Edition | NT 5.2.3790 | NT 5.2.3790                       | terminato l'8 aprile 2014         |
| 8 luglio 2006      | Windows Fundamentals for Legacy PCs | NT 5.1.2600 | NT 5.1.2600                       | terminato l'8 aprile 2014         |
| 30 gennaio 2007    | Windows Vista SP2                   | NT 6.0.     | 6000                              | terminato l'11 aprile 2017        |
| 30 gennaio 2007    | Windows Vista SP2                   | NT 6.0.     | 6001 con Service Pack 1           | terminato l'11 aprile 2017        |
| 30 gennaio 2007    | Windows Vista SP2                   | NT 6.0.     | 6002 con Service Pack 2           | terminato l'11 aprile 2017        |
| 27 febbraio 2008   | Windows Server 2008                 | NT 6.0.     | 6001                              | terminato il 14 gennaio 2020      |
| 27 febbraio 2008   | Windows Server 2008                 | NT 6.0.     | 6002                              | terminato il 14 gennaio 2020      |
| 22 ottobre 2009    | Windows 7 SP1                       | NT 6.1.     | 7600                              | terminato il 14 gennaio 2020      |
| 22 ottobre 2009    | Windows 7 SP1                       | NT 6.1.     | 7601 con Service Pack 1           | terminato il 14 gennaio 2020      |
| 22 ottobre 2009    | Windows Server 2008 R2              | NT 6.1.     | 7600                              | terminato il 14 gennaio 2020      |
| 22 ottobre 2009    | Windows Server 2008 R2              | NT 6.1.     | 7601 con Service Pack 1           | terminato il 14 gennaio 2020      |
| 1º luglio 2011     | Windows Thin PC                     | NT 6.1.     | 7601                              | terminato il 12 ottobre 2021      |
| 26 ottobre 2012    | Windows 8                           | NT 6.2.9200 | NT 6.2.9200                       | terminato il 12 gennaio 2016      |
| 26 ottobre 2012    | Windows RT                          | NT 6.2.9200 | NT 6.2.9200                       | terminato il 12 gennaio 2016      |
| 26 ottobre 2012    | Windows Server 2012                 | NT 6.2.9200 | NT 6.2.9200                       | terminato il 10 ottobre 2023      |
| 17 ottobre 2013    | Windows 8.1                         | NT 6.3.9600 | NT 6.3.9600                       | terminato il 10 gennaio 2023      |
| 17 ottobre 2013    | Windows 8.1 RT                      | NT 6.3.9600 | NT 6.3.9600                       | terminato il 10 gennaio 2023      |
| 17 ottobre 2013    | Windows Server 2012 R2              | NT 6.3.9600 | NT 6.3.9600                       | terminato il 10 ottobre 2023      |
| 29 luglio 2015     | Windows 10                          | NT 10.0.    | 10240 TH1                         | terminato il 9 maggio 2017        |
| 12 novembre 2015   | Windows 10                          | NT 10.0.    | 10586 TH2 (November Update)       | terminato il 10 ottobre 2017      |
| 2 agosto 2016      | Windows 10                          | NT 10.0.    | 14393 RS1 (Anniversary Update)    | terminato il 10 aprile 2018       |
| 5 aprile 2017      | Windows 10                          | NT 10.0.    | 15063 RS2 (Creators Update)       | terminato il 9 ottobre 2018       |
| 17 ottobre 2017    | Windows 10                          | NT 10.0.    | 16299 RS3 (Fall Creators Update)  | terminato il 9 aprile 2019        |
| 30 aprile 2018     | Windows 10                          | NT 10.0.    | 17134 RS4 (April 2018 Update)     | terminato il 12 novembre 2019     |
| 13 novembre 2018   | Windows 10                          | NT 10.0.    | 17763 RS5 (October 2018 Update)   | terminato il 12 maggio 2020       |
| 21 maggio 2019     | Windows 10                          | NT 10.0.    | 18362 19H1 (May 2019 Update)      | terminato l'8 dicembre 2020       |
| 12 novembre 2019   | Windows 10                          | NT 10.0.    | 18363 19H2 (November 2019 Update) | terminato l'11 maggio 2021        |
| 27 maggio 2020     | Windows 10                          | NT 10.0.    | 19041 20H1 (May 2020 Update)      | terminato il 14 dicembre 2021     |
| 20 ottobre 2020    | Windows 10                          | NT 10.0.    | 19042 20H2 (October 2020 Update)  | terminato il 10 maggio 2022       |
| 18 maggio 2021     | Windows 10                          | NT 10.0.    | 19043 21H1 (May 2021 Update)      | terminato il 13 dicembre 2022     |
| 16 novembre 2021   | Windows 10                          | NT 10.0.    | 19044 21H2 (November 2021 Update) | terminato il 13 giugno 2023       |
| 18 ottobre 2022    | Windows 10                          | NT 10.0.    | 19045 22H2 (2022 Update)          | attuale fino al 14 ottobre 2025   |
| 26 settembre 2016  | Windows Server 2016                 | NT 10.0.    | 14393                             | esteso fino al 12 ottobre 2027    |
| 17 ottobre 2017    | Windows Server 2016                 | NT 10.0.    | 16299                             | terminato il 9 aprile 2019        |
| 7 maggio 2018      | Windows Server 2016                 | NT 10.0.    | 17134                             | terminato l'11 maggio 2021        |
| 2 ottobre 2018     | Windows Server 2019                 | NT 10.0.    | 17763                             | esteso fino al 9 gennaio 2029     |
| 21 maggio 2019     | Windows Server 2019                 | NT 10.0.    | 18362                             | terminato l'8 dicembre 2020       |
| 16 ottobre 2019    | Windows Server 2019                 | NT 10.0.    | 18363                             | terminato il 10 maggio 2021       |
| 27 maggio 2020     | Windows Server 2019                 | NT 10.0.    | 19041                             | terminato il 14 dicembre 2021     |
| 20 ottobre 2020    | Windows Server 2019                 | NT 10.0.    | 19042                             | terminato il 9 agosto 2022        |
| 18 agosto 2021     | Windows Server 2022                 | NT 10.0.    | 20348                             | attuale fino al 13 ottobre 2026   |
| 24 ottobre 2023    | Windows Server 2022                 | NT 10.0.    | 25398                             | attuale fino al 24 ottobre 2025   |
| 4 ottobre 2021     | Windows 11                          | NT 10.0.    | 22000 21H2                        | terminato il 10 ottobre 2023      |
| 20 settembre 2022  | Windows 11                          | NT 10.0.    | 22621 22H2                        | terminato l'8 ottobre 2024        |
| 31 ottobre 2023    | Windows 11                          | NT 10.0.    | 22631 23H2                        | attuale fino all'11 novembre 2025 |
| 1º ottobre 2024    | Windows 11                          | NT 10.0.    | 26100 24H2                        | attuale fino al 13 ottobre 2026   |
| 1º novembre 2024   | Windows Server 2025                 | NT 10.0.    | 26100                             | attuale fino al 9 ottobre 2029    |

### Cronologia delle varie linee
| Ambienti operativi per MS-DOS                       | Ambienti operativi per MS-DOS                       | Windows 9x                                          | Windows 9x                                          | Windows NT | Windows NT                  | Windows NT | Windows NT                     |
| Ambienti operativi per MS-DOS                       | Ambienti operativi per MS-DOS                       | Windows 9x                                          | Windows 9x                                          | Client     | Client                      | Server     | Server                         |
| --------------------------------------------------- | --------------------------------------------------- | --------------------------------------------------- | --------------------------------------------------- | ---------- | --------------------------- | ---------- | ------------------------------ |
| 1985                                                | Windows 1.0                                         | -                                                   | -                                                   | -          | -                           | -          | -                              |
| 1987                                                | Windows 2.0                                         | -                                                   | -                                                   | -          | -                           | -          | -                              |
| 1990                                                | Windows 3.0                                         | -                                                   | -                                                   | -          | -                           | -          | -                              |
| 1992                                                | Windows 3.1                                         | -                                                   | -                                                   | 1993       | Windows NT 3.1              | 1993       | Windows NT 3.1 Advanced Server |
| 1993                                                | Windows 3.11                                        | -                                                   | -                                                   | 1994       | Windows NT 3.5 Workstation  | 1994       | Windows NT 3.5 Server          |
| fuori produzione (successore ufficiale: Windows 95) | fuori produzione (successore ufficiale: Windows 95) | 1995                                                | Windows 95                                          | 1995       | Windows NT 3.51 Workstation | 1995       | Windows NT 3.51 Server         |
| fuori produzione (successore ufficiale: Windows 95) | fuori produzione (successore ufficiale: Windows 95) | 1998                                                | Windows 98                                          | 1996       | Windows NT 4.0 Workstation  | 1996       | Windows NT 4.0 Server          |
| fuori produzione (successore ufficiale: Windows 95) | fuori produzione (successore ufficiale: Windows 95) | 2000                                                | Windows Me                                          | 1999       | Windows 2000 Professional   | 1999       | Windows 2000 Server Family     |
| fuori produzione (successore ufficiale: Windows 95) | fuori produzione (successore ufficiale: Windows 95) | fuori produzione (successore ufficiale: Windows XP) | fuori produzione (successore ufficiale: Windows XP) | 2001       | Windows XP                  | 2003       | Windows Server 2003            |
| fuori produzione (successore ufficiale: Windows 95) | fuori produzione (successore ufficiale: Windows 95) | fuori produzione (successore ufficiale: Windows XP) | fuori produzione (successore ufficiale: Windows XP) | 2006       | Windows Vista               | 2008       | Windows Server 2008            |
| fuori produzione (successore ufficiale: Windows 95) | fuori produzione (successore ufficiale: Windows 95) | fuori produzione (successore ufficiale: Windows XP) | fuori produzione (successore ufficiale: Windows XP) | 2009       | Windows 7                   | 2009       | Windows Server 2008 R2         |
| fuori produzione (successore ufficiale: Windows 95) | fuori produzione (successore ufficiale: Windows 95) | fuori produzione (successore ufficiale: Windows XP) | fuori produzione (successore ufficiale: Windows XP) | 2012       | Windows 8                   | 2012       | Windows Server 2012            |
| fuori produzione (successore ufficiale: Windows 95) | fuori produzione (successore ufficiale: Windows 95) | fuori produzione (successore ufficiale: Windows XP) | fuori produzione (successore ufficiale: Windows XP) | 2013       | Windows 8.1                 | 2013       | Windows Server 2012 R2         |
| fuori produzione (successore ufficiale: Windows 95) | fuori produzione (successore ufficiale: Windows 95) | fuori produzione (successore ufficiale: Windows XP) | fuori produzione (successore ufficiale: Windows XP) | 2015       | Windows 10                  | 2016       | Windows Server 2016            |
| fuori produzione (successore ufficiale: Windows 95) | fuori produzione (successore ufficiale: Windows 95) | fuori produzione (successore ufficiale: Windows XP) | fuori produzione (successore ufficiale: Windows XP) | 2015       | Windows 10                  | 2018       | Windows Server 2019            |
| fuori produzione (successore ufficiale: Windows 95) | fuori produzione (successore ufficiale: Windows 95) | fuori produzione (successore ufficiale: Windows XP) | fuori produzione (successore ufficiale: Windows XP) | 2015       | Windows 10                  | 2021       | Windows Server 2022            |
| fuori produzione (successore ufficiale: Windows 95) | fuori produzione (successore ufficiale: Windows 95) | fuori produzione (successore ufficiale: Windows XP) | fuori produzione (successore ufficiale: Windows XP) | 2021       | Windows 11                  | 2024       | Windows Server 2025            |